# Ailabiu EOY

Ailabiu EOY es el séptimo álbum de estudio de la banda rock argentina El Otro Yo. Un adelanto del nuevo material pudo descargarse previo a la salida del disco en forma gratuita desde el sitio web oficial del grupo Archivado el 17 de diciembre de 2014 en Wayback Machine.. Se trataba de Siempre fui yo, primer corte del disco.
El álbum fue lanzado en Argentina el 11 de marzo de 2010, y en México se lanzó en el mes de abril de 2010. Tal vez esta decisión radique en la gran influencia mexicana que, el álbum va a tener, ya que en él participan distintos integrantes de Café Tacvba, Fobia (Paco Huidobro oficia de productor) y Molotov.
Aunque no participó en la composición de ningún tema, las baterías fueron grabadas por Ray Fajardo. En 2009 y luego de 15 años, Ray abandona la banda y desde 2010 es baterista de Jauría.
En mayo de 2011, se realizó la presentación oficial de “Ailabiu EOY” en el Salón Dorado de Unione E Benevolenza y formaron parte del “Unite Tour 2011” por todo México con el lema “20.000 km de música independiente”. 
Los cortes de difusión son: "Siempre fui yo", "Ailabiu", "Velero" y "El Verano".   
A principios de 2013 se lanzó "Astronauta" como último videoclip de este disco.   

## Lista de canciones
1. Siempre fui yo 02:37
2. Ailabiu 02:44
3. Astronauta 04:13
4. Célula madre 02:39
5. Velero 04:20
6. El verano 02:16
7. Acuario 03:53
8. Rebelión 03:42
9. Autotraicionarte 04:48
10. Sigueme 03:44

## Músicos
- Cristian Aldana - Guitarra, voz.
- María Fernanda Aldana - Bajo, voz, teclados.
- Gabriel Guerrisi - Guitarras.
- Diego Sebastián Vainer - Teclados.
- Ray Fajardo - Batería.